# Jakob Svendsen
Jakob Svendsen (født 28. august 1980) er en dansk standupkomiker, der debuterede i 2009.
Han har bl.a. lavet de to shows Kristen i krise og Næste(n)kærlig.
Han er kendt for sine Jakoblysninger og shows. Svendsen er uddannet cand.scient., og han har arbejdet som underviser på Gladsaxe Gymnasium ved København. I 2018 arbejdede han halvtid som matematiklærer og underviser i datalogi, og brugte resten af tiden som komiker.
I 2010 kom han med i finalen i DM i Standup og han vandt talentkonkurrencen Danish Open.
Sammen med Heino Hansen optrådte han i 2013 med Heino & Jakobs onemanshow.
Siden 2014 har han medvirket i podcasten Verdens Bedste Filmklub med Lasse Rimmer. Han har desuden haft flere podcasts med Heino Hansen, senest podcasten LilleTorsdag og Bonkammerater.
Sammen med Sofie Flykt lavede han standupshowet Lærerne - uegnet for børn.
Han var nomineret til talentprisen ved Zulu Comedy Galla både i 2015, 2016 og 2018, dog uden at vinde.
Svendsen er kristen.